# Икона (рачунарство)
У рачунарству, икона (или популарније, у деминутиву, иконица) је пиктограм приказан на компјутерском екрану који помаже кориснику да управља рачунарским системом или мобилним уређајем. Иконица сама по себи је лако разумљив симбол софтверског алата, функције или датотеке којима се приступа на систему и више је као саобраћајни знак него детаљна илустрација стварног ентитета којег представља. Може да служи као електронска хипервеза или пречица датотеке за приступ програму или датотеци. Корисник активира иконицу користећи миш, показивач, прст или гласовне команде. Њихов положај на екрану, као и у односу на друге иконице, може да пружи више информација кориснику о њиховој употреби. Приликом активирања иконице, корисник може директно да се креће у и из задате функције без икаквог додатног знања о локацији или захтевима датотеке или ко̂да.
Иконице као делови графичког корисничог окружења рачунарских система заједно са прозорима, менијима и уређајем за показивање (мишем) припадају много широј теми историје графичког корисничког окружења које је у највећој мери заменило текстуално корисничко окружење у свакодневној употреби.